# Washington Open 1983
Il Washington Open 1983, noto anche come Sovran Bank Classic per motivi di sponsorizzazione, è stato un torneo di tennis giocato sulla terra verde. È stata la 15ª edizione del torneo e faceva parte del Volvo Grand Prix 1983. Si è giocato al William H.G. FitzGerald Tennis Center di Washington negli Stati Uniti dal 18 al 24 luglio 1983.

## Campioni

### Singolare maschile
José Luis Clerc ha battuto in finale  Jimmy Arias con il punteggio di 6–3, 3–6, 6–0.

### Doppio maschile
Mark Dickson /  Cássio Motta hanno battuto in finale  Paul McNamee /  Ferdi Taygan con il punteggio di 6–2, 1–6, 6–4.